# Solný důl Bochnia
Solný důl Bochnia (polsky kopalnia soli w Bochni) se nachází pod městem Bochnia v blízkém okolí Krakova, nedaleko dosud činného dolu Wieliczka v Malopolském vojvodství.

## Historie
Důl v Bochni byl otevřen ve 13. století za vlády Boleslava V. Stydlivého a jeho manželky Kingy Polské. Jedná se o nejstarší solný důl na území Polska, který patří k nejstarším světovým solným dolům vůbec. Ve 14. století v dole pracovalo 120 – 150 horníků, v 15. a 16. století jejich počet dosahoval až pěti set. Od druhé poloviny 14. století byla sůl z Bochni dodávána i do oblasti Rusi a Uher. Důl byl v provozu až do 20. století, těžba byla zcela ukončena v roce 1990.

## Hornické muzeum
Solný důl v Bochni byl coby hornické muzeum zpřístupněn veřejnosti v roce 1995, například v roce 2008 si jej prohlédlo 140 000 návštěvníků. Mezi zajímavá místa v dolu patří kaple sv. Kingy, hala Ważyn a zatopená část chodeb, ve které je možné proplouvat v dřevěných loďkách.

## Světové dědictví
Dne 26. 9. 2000 byl historický solný důl v Bochni prohlášen za polskou národní kulturní památku. Od roku 2013 je důl zapsán na Seznamu světového dědictví UNESCO.

## Fotogalerie

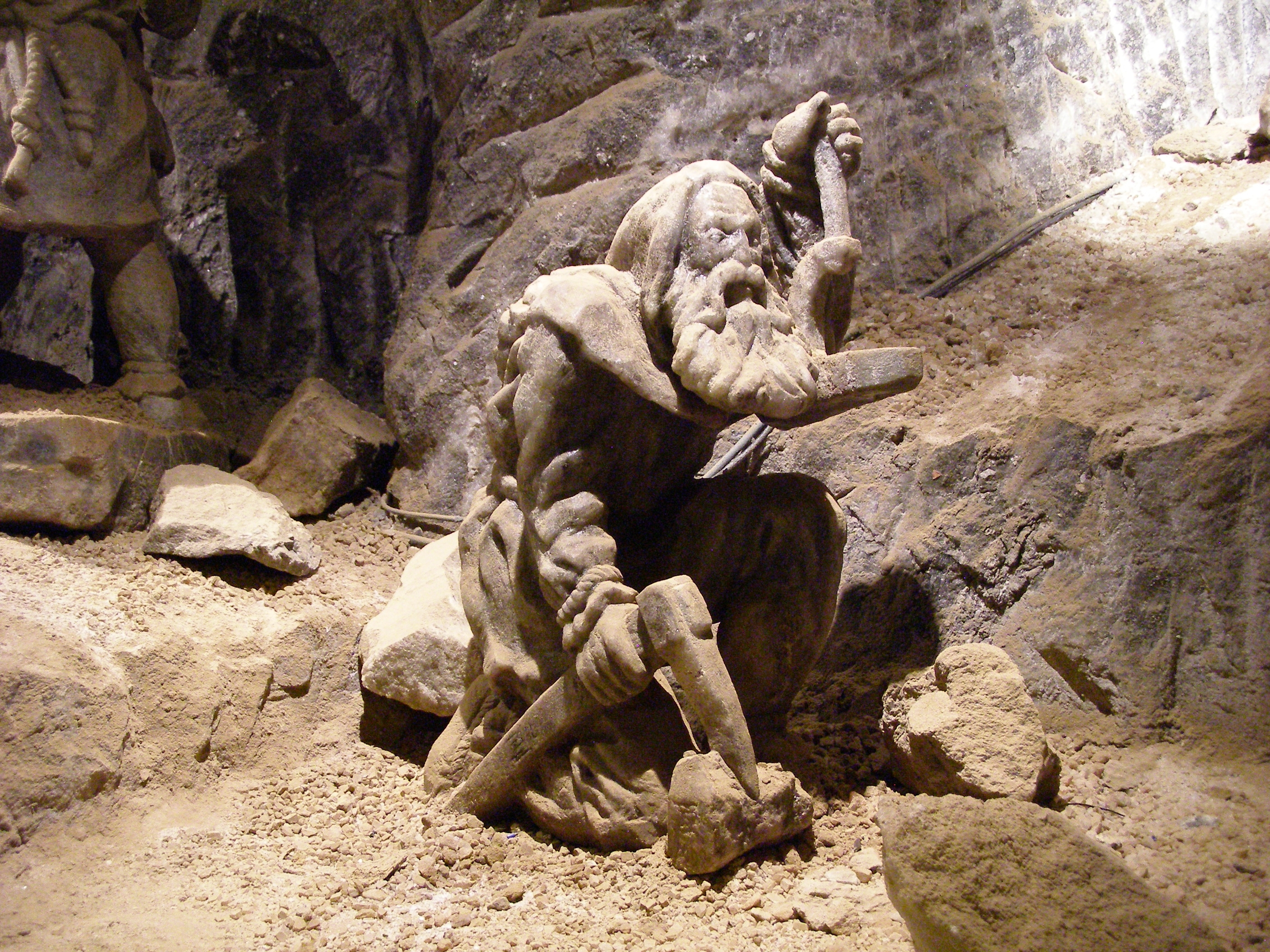
Jedna ze soch, vytesaných v soli
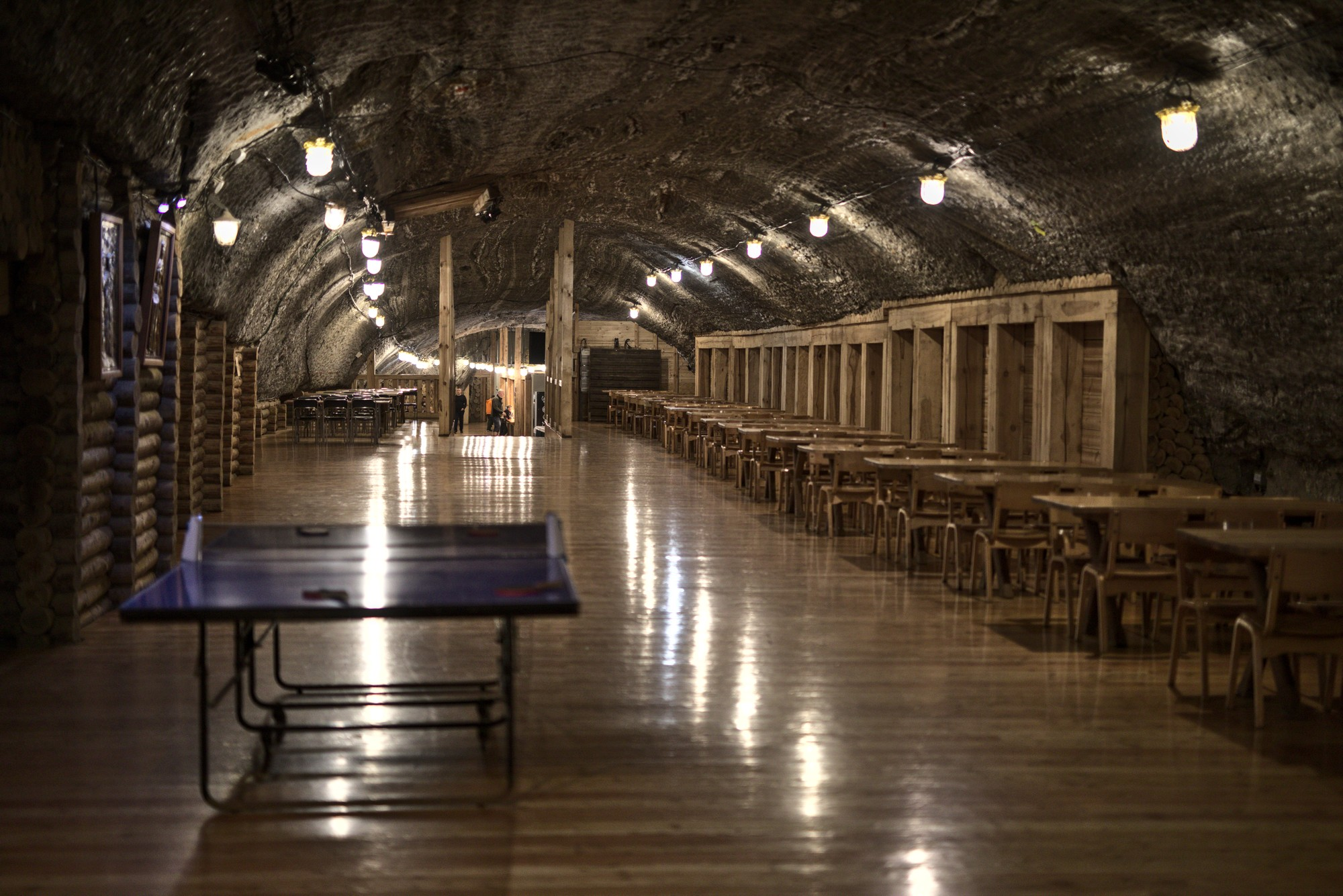
Hala Ważyn v hloubce 248 metrů pod povrchem
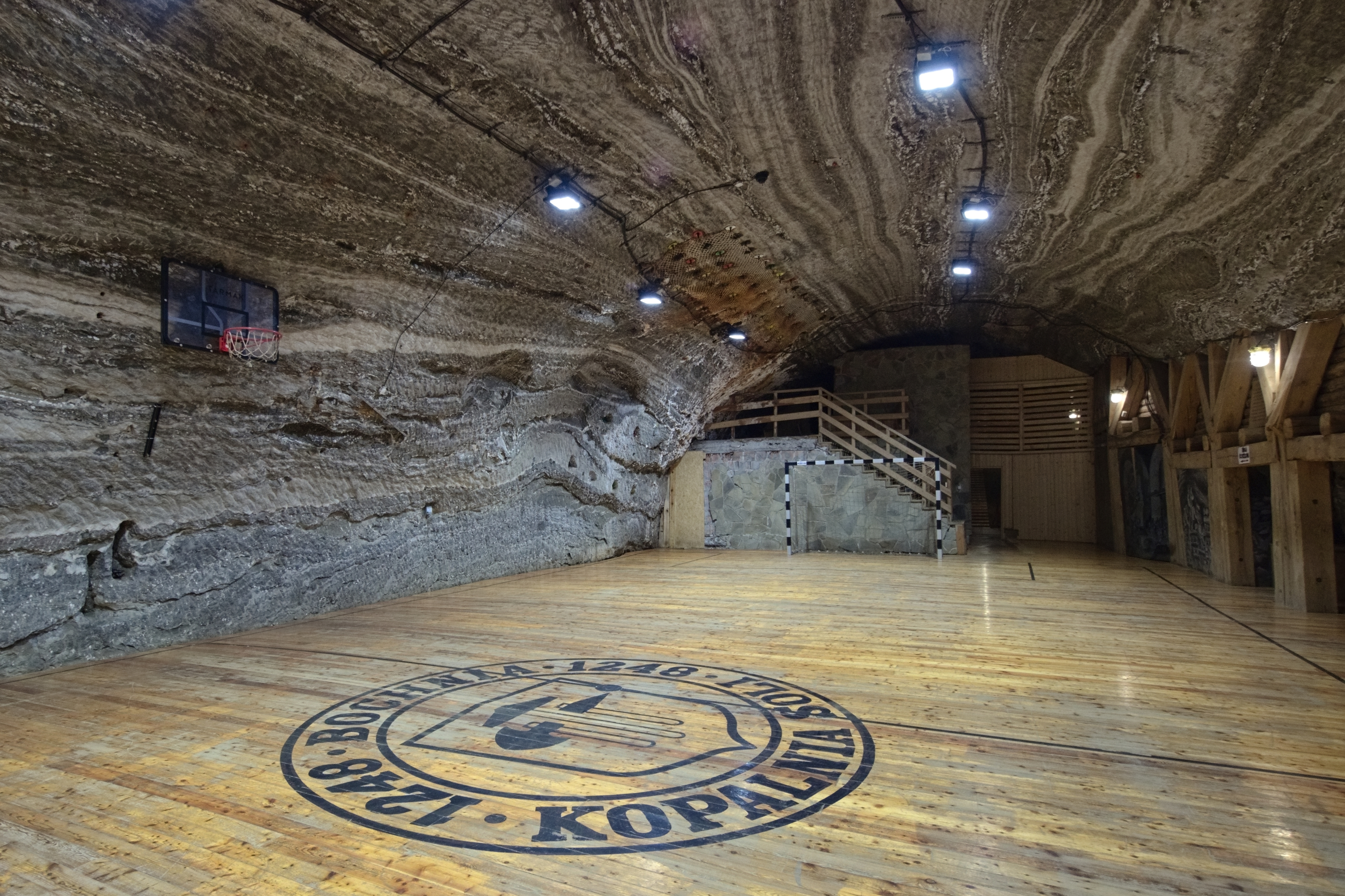
Hala Ważyn – největší podzemní prostora dolu
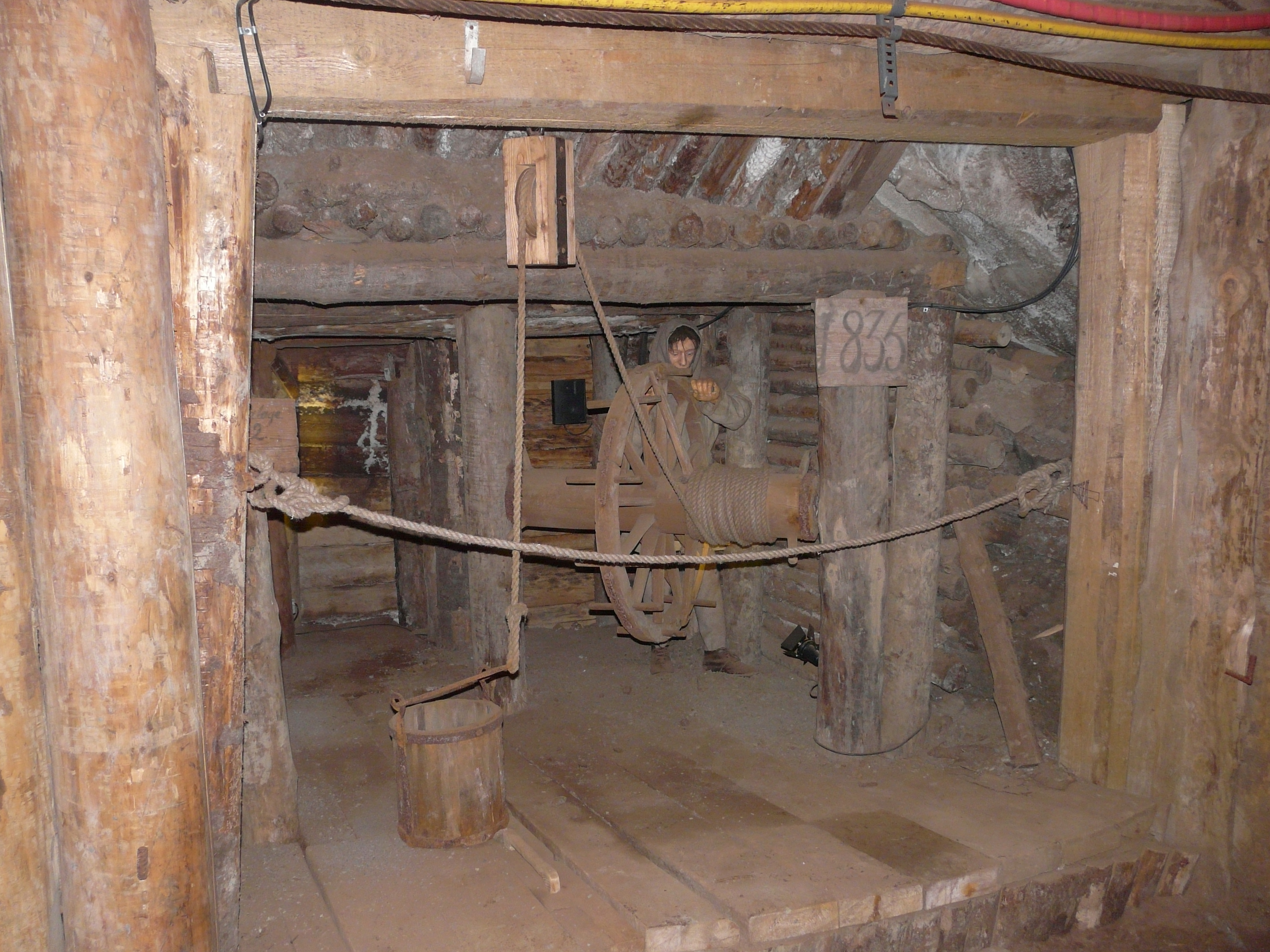
Ukázka důlního zařízení v podzemní expozici
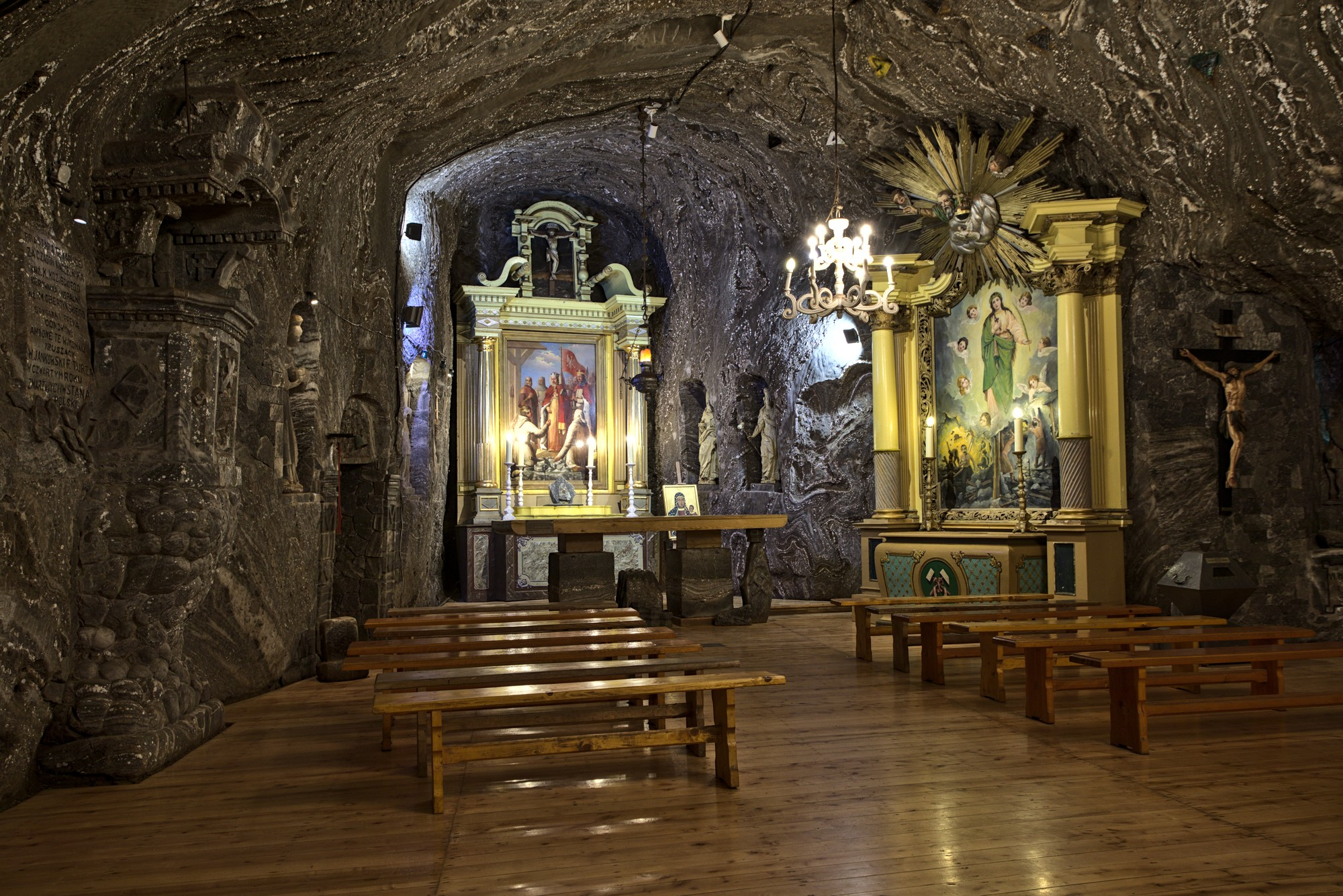
Kaple svaté Kingy